# Süleýman Muhadow
Süleýman Muhadow (Aşgabat, 24 dicembre 1993) è un calciatore turkmeno, attaccante dell'Alaj Oš.

## Carriera

### Club
Ha giocato nei campionati turkmeno, tagiko e kirghiso.

### Nazionale
Con la nazionale turkmena ha preso parte alla Coppa d'Asia 2019, giocando da titolare nella partita della fase a gironi persa per 3-2 contro il Giappone.

## Statistiche

### Cronologia presenze e reti in nazionale
| Cronologia completa delle presenze e delle reti in nazionale ― Turkmenistan | Cronologia completa delle presenze e delle reti in nazionale ― Turkmenistan | Cronologia completa delle presenze e delle reti in nazionale ― Turkmenistan | Cronologia completa delle presenze e delle reti in nazionale ― Turkmenistan | Cronologia completa delle presenze e delle reti in nazionale ― Turkmenistan | Cronologia completa delle presenze e delle reti in nazionale ― Turkmenistan | Cronologia completa delle presenze e delle reti in nazionale ― Turkmenistan | Cronologia completa delle presenze e delle reti in nazionale ― Turkmenistan |
| Data                                                                        | Città                                                                       | In casa                                                                     | Risultato                                                                   | Ospiti                                                                      | Competizione                                                                | Reti                                                                        | Note                                                                        |
| --------------------------------------------------------------------------- | --------------------------------------------------------------------------- | --------------------------------------------------------------------------- | --------------------------------------------------------------------------- | --------------------------------------------------------------------------- | --------------------------------------------------------------------------- | --------------------------------------------------------------------------- | --------------------------------------------------------------------------- |
| 9-1-2019                                                                    | Abu Dhabi                                                                   | Giappone                                                                    | 3 – 2                                                                       | Turkmenistan                                                                | Coppa d'Asia 2019 - 1º turno                                                | -                                                                           | 60’                                                                         |
| Totale                                                                      |                                                                             | Presenze                                                                    | 1                                                                           |                                                                             | Reti                                                                        | 0                                                                           |                                                                             |

## Palmarès

### Club

#### Competizioni nazionali
- Campionato di calcio del Turkmenistan: 1

HTTU Aşgabat: 2013
- Supercoppa del Turkmenistan: 1

HTTU Aşgabat: 2013

#### Competizioni internazionali
- Coppa del Presidente dell'AFC: 1

HTTU Aşgabat: 2014

### Individuale
- Miglior giocatore della Coppa del Presidente dell'AFC: 1

2014
- Capocannoniere della Coppa del Presidente dell'AFC: 1

2014 (11 reti)